# Birthe Kjær

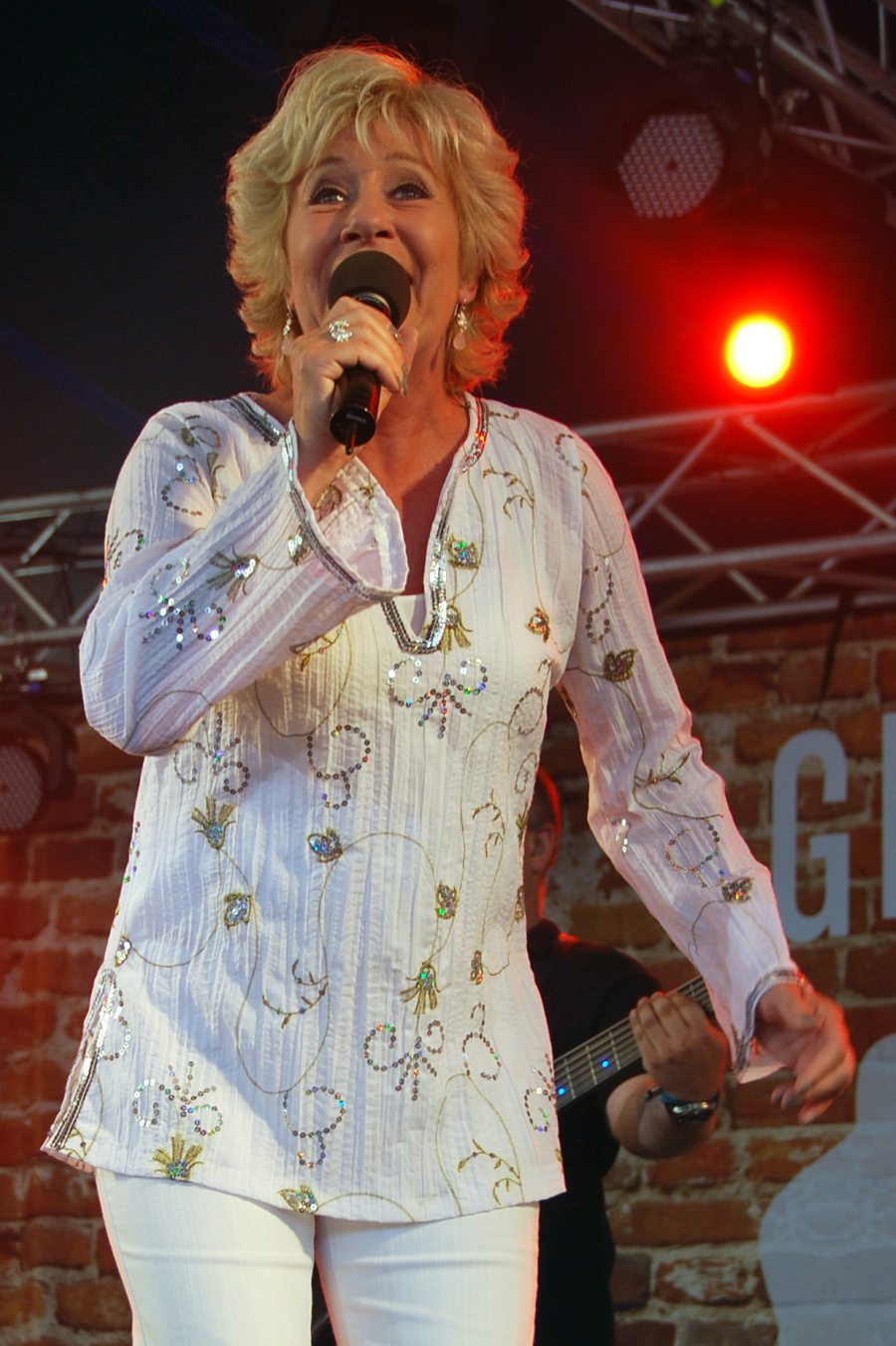
Birthe Kjær

Birthe Kjær (Århus 1 de Setembro de 1948,) é uma cantora  dinamarquesa que iniciou a sua carreira na década de 1960 (1968).  
Kjær representou a Dinamarca no Festival Eurovisão da Canção 1989 com uma canção estilo-cabaré chamada  Vi maler byen rød (Nós pintamos a cidade de vermelho). Conseguiu com esta canção um terceiro lugar.  Kjær já tinha feito diversas tentativas para representar a Dinamarca em  1980, 1986 e 1987. 

## Álbuns
- Danse og synge med Birthe Kjær (1969)
- Nu er det jul igen (1970)
- Birthe Kjær træffere (1971)
- Jeg skal aldrig til bal uden trusser (1973)
- Tennessee Waltz (1974)
- Det var en yndig tid (1976)
- 13 rigtige! (1976)
- Fuglen & barnet (1977)
- Nu (1978)
- Schlagerparade (1980) - sammen med Henning Vilén
- Tak for al musikken (1980)
- Arrivederci Franz (1980)
- Her er jeg - Birthe Kjær (1981)
- Jeg er på vej (1982)
- Hvorfor er kærligheden rød? (1983)
- Vil du med? (1986)
- Birthe Kjær 1987 (1987)
- Birthe Kjær's største hits (1988)
- 100% (1988)
- På en anden måde (1989)
- Montmartre (1991)
- Med kjærlig hilsen (1991)
- Jeg ka' ikke la' vær' (1993)
- Vildt forelsket (1996)
- Gennem tiden (1996 - dobbelt-cd)
- På vores måde (1997)
- Det bedste af de bedste - Vi maler byen rød (1998)
- Som en fugl i det fri (1998)
- The Collection (1999)
- Birthe Kjær "Mine favoritter" (2001)
- Længe leve livet (2002)
- På en fransk altan (2003)
- 1969-1976 - 6 originale albums fra Birthe Kjær (2005 - seksdobbelt-cd)
- Lys i mørket (2006)
- Dejlig danske Birthe Kjær (2007 - dobbelt-cd)
- Let It Snow (2007)
- Birthe Kjær gennem 40 år (2008-cd)
- 100 hits med Birthe Kjær (2009-cd)
- Smile (2011)
- Birthe (2013)
- Lige fra hjertet (2015)

## Filmografia
- Revykøbing kalder (1973)
- Jydekompagniet (1988)
- Max (2000)

## Teatro de revista
- Cirkusrevyen (1990)
- Holstebro-revyen (1978)
- Nykøbing F. Revyen (1973) (1974) (1974) (1975) (1976)
- Svendborg Revyer (1972)